# Skakvåld
Skakvåld (SBS) är en ovanlig och epidemiologiskt ofullständigt kartlagd form av barnmisshandel, som innebär att en person skakar, vanligtvis ett spädbarn så att barnets huvud kastas fram och tillbaka så bland annat svåra hjärnskador kan uppstå. Vid misstanke om skakvåld eller annan barnmisshandel visar utredning oftast på annan orsak som bakomliggande sjukdom, rent olycksfall som fall - från även låg höjd som bord eller stol och liknande.

## Historik
I början på 70-talet formulerade neurokirurgen Norman Guthkelch hypotesen att misshandel kan ge upphov till blödning under hårda hjärnhinnan (SDH), ögonbottenblödning (RH) och hjärnpåverkan och utan några synliga yttre skallskador. I artikeln beskrivs två fall där föräldrarna medgivit att de av olika anledningar skakat barnet innan det insjuknat . Guthkelch hänvisade även till en studie på apor av en annan neurokirurg, Ayoub Ommaya som hade utfört experimentella trafiksäkerhetsstudier. Rhesus-apor hade satts i en släde utan nackstöd och sedan sköts en pistong mot änden av släden i en hastighet av 60 km/h. Detta resulterade i att huvudet först flög bakåt och sedan framåt och när Ommaya undersökte aporna fann han SDH, RH och diffusa traumatiska skador i hjärnvävnaden. Några år senare skrev röntgenläkaren John Caffey en artikel med huvudbudskapet att spädbarn borde screenas för RH och att en nationell kampanj borde avråda föräldrar från att skaka sina barn även om bevisen för denna mekanism och dess potentiella skadeverkan var ofullständiga. Caffey myntade i denna artikel även begreppet the whiplash shaken infant syndrome, som sedermera kom att kallas shaken baby syndrome (SBS) och idag abusive head trauma (AHT) som är en term som innefattar alla former av skallskador som orsakas uppsåtligt. 
Guthkelch har senare uttryckt oro över hur diagnosen har utvecklats och menar att det inte är möjligt att utifrån dessa tre fynd säga att ett barn har skakats och att namnet på diagnosen är problematiskt då det förutsätter en specifik skademekanism som inte innefattar olycksfall eller sjukdom samt att ett lämpligare namn skulle vara retino-durala blödningar då denna terminologi inte förutsätter hur fynden har uppkommit.  Även Ommaya, som utförde experimenten på apor har riktat stark kritik mot konceptet och menar att den mekanism och kraft som aporna i hans studie utsattes för påminner mer om ett enskilt islag än en skakning, att kraften vid relativt låga fallolyckor är högre än vid en skakning samt att det vid en kraftig skakning borde uppstå skador på strukturer i nackregionen  Teorin ifrågasattes i en biomekanisk studie av Duhaime och medarbetare 1987. Slutsatsen i denna studie var att isolerad skakning utan direkt våld, troligen inte ger tillräcklig kraft för att orsaka dessa skador .
Hjärnskadorna som sågs på aporna i Ommayas studie var diffust traumatiska och det har tidigare ansetts att skakning ger slitskador i hjärnvävnaden som resulterar i att barnet insjuknar med hjärnpåverkan direkt efter en skakning. I början på 2000-talet gjorde Jennian Geddes neuropatologiska undersökningar (mikroskopisk undersökning av hjärnan) på spädbarn med triaden och det var endast ett fåtal som hade diffust traumatiska atonala skador och samtliga hade tecken som talade för någon form av islag. De barn som inte hade några yttre tecken till trauma hade istället skador som kan ses vid syrebrist och inte vid trauma. Som en följd av sina fynd argumenterade Geddes för att triaden kan vara en följd av omognad snarare än skakning och kritiserade SBS-litteraturen för att lida av allvarliga metodologiska felaktigheter. 
SBU kom dock i en granskning av det vetenskapliga underlaget fram till att det inte finns några studier som har tillräckligt hög kvalité för att beräkna hur sannolikt det är att ett barn med de tre fynden har blivit skakat samt att det finns två studier som ger begränsat vetenskapligt stöd för att triaden kan orsakas av skakvåld

## Förekomst
SBS har bedömts drabba mellan 1 200 och 1 600 barn varje år i USA och omkring 25 %-30 % av offren dör av skadorna. De som överlever kan drabbas av nedsatt motorik, utvecklingsstörning, epilepsi, blindhet eller få beteendestörningar.
Andersson och Thiblin undersökte antalet dödsfall som potentiellt skulle kunna vara relaterade till SBS i Sverige och fann att det är en maximal incidens på 0.6/100 000 födda barn och att det kan ha funnits barn som felaktigt diagnostiserats med skakvåld. Vidare drog de slutsatsen att risken för att fall av dödligt skakvåld skulle missas i Sverige är mycket låg. Med andra ord får man anta att de utländska studier som tidigare har hänvisats till för att uppskatta förekomsten av SBS i Sverige antingen har bedömt fall felaktigt som SBS eller att det är en sant lägre förekomst av SBS i Sverige.

## Effekt på föräldrar och familj
Föräldrarnas reaktioner vid misstänkt skakvåld, men även vid annan misstänkt barnmisshandel, kan enligt undersökning av Ulf Högberg, Uppsala/Umeå universitet, indelas i fyra faser, särskilt förstärkta om det är falska misstankar.
En sammanfattning av faserna är:

### Anklagelsen
Vid beskedet att barnmisshandel misstänks får vårdnadshavaren/vårdnadshavarna känsla av att inte förstå varför alla undersökningar utförs, men hoppet är att läkarna skall komma på att det är ett misstag.
Chocken, att finna sig anklagad och samtidigt personalens känsloskifte från omhändertagande till kyla.

### Kaos och maktlöshet
En inre jordbävning, att se sitt barn omhändertas och föras bort av socialtjänsten och samtidigt själv hämtas till pressande polisförhör på temat "Vi vet till 100 % att någon av er har gjort det.", ofta följt av häktesförvaring. 

### Den gemensamma kampen mot doktorns dom
Föräldrarna fokuseras på striden, ofta på gränsen till sammanbrott, gör motstånd och söker stöd från anhöriga, vänner och "second opinion". Flera berättade för Högberg att de hade mött läkare, polis och häktespersonal som förmedlade, att det måste vara ett misstag men som sedan tystnade och rättade in sig i ledet.

### Den posttraumatiska tillståndet
Även efter att föräldrarna fått beskedet "brott kan ej styrkas" och därmed blivit juridiskt frikända fanns sorgen med kvarvarande smärta, panik, ångest och svårigheter i familjeåterföreningen på grund av lång tids separation.
Ingen av föräldrarna som Högberg intervjuade hade upplevt någon ursäkt, upprättelse från vården eller socialtjänsten och de förmedlade en allvarlig förlust av tillit till vården och rädsla för att söka vård.
Anklagelserna för att ha utsatt sitt barn för skakvåld eller annan misshandel utsatte föräldrarna för en oerhörd press och traumat påverkade dem länge med kvarstående symtom på posttraumatisk stress.

## Kontroverser och andra orsaker till triaden och dess delkomponenter
SBS är en internationellt omtvistad diagnos och det finns ett flertal forskare som har presenterat kritik mot den. 
Det finns två studier med bevittnade eller videofilmade fallolyckor som visar att fall från relativt låg höjd kan leda till triaden och i vissa fall även ha dödlig utgång. 
Benign extern hydrocephalus har visats ge upphov till spontana blödningar under hårda hjärnhinna, ökat intrakraniellt tryck och ögonbottenblödningar
Rooks med flera utförde magnetisk resonanstomografi på 100 friska och asymptomatiska barn tätt inpå förlossningen. De visade att 30% av barnen hade en blödning under den hårda hjärnhinnan som en följd av förlossningen varav ett barn hade en reblödning vid ett senare tillfälle. Bland annat Gabaeff har diskuterat vad detta innebär i relation till antalet födslar som sker varje år och att man måste ta hänsyn till risken för att en blödning under hårda hjärnhinnan kan ha uppstått från födseln.

## Evidens
Statens beredning för medicinsk och social utvärdering (SBU) genomförde en systematisk översikt av forskningen på området. De granskade 3773 artiklar var endast två hade tillräckligt hög kvalité för att kunna användas i översikten. Dessa två artiklar som hade erkända fall av skakning gav ett begränsat vetenskapligt stöd för att triaden kan orsakas av skakvåld. Det fanns däremot inga studier med tillräckligt bra kvalité för att avgöra huruvida ett barn fått triaden av en skakning eller uppstått som en följd av sjukdom eller fallolycka. I majoriteten av studierna på misstänkt skakvåld har det enligt översikten förekommit cirkelresonemang – det vill säga att vården först bedömt att det finns misstanke om skakvåld hos barn som har triaden, och forskare därefter undersökt förekomsten av olika fynd i triaden hos barn där misstanke föreligger.
En särskild etisk analys som publicerades av SMER i anslutning till SBU:s översikt framhåller att själva termen skakvåld är etiskt problematisk eftersom den i sig inbegriper en uppkomstmekanism som enligt SBU inte säkert kan fastslås bara med ledning av triaden. SMER rekommenderar att man slutar använda termen skakvåld på grund av risken för förväxling mellan hypotes och säker kunskap, och anger att en alternativ term bör vara neutral i fråga om uppkomstmekanism.